# محافظة بيوكو نورت
محافظة بيوكو نورت هي محافظات غينيا الاستوائية، تقع في Insular Region (Equatorial Guinea) ‏، بلغ عدد سكانها 410,541 نسمة وذلك حسب إحصائيات سنة 2013، عاصمتها مالابو، تبلغ مساحتها 776 كيلومتر مربع.

## الموقع
تشترك في الحدود مع:
- مقاطعة بيوكو سور  [لغات أخرى]‏.